# Mary Sherman Morgan
Mary Sherman Morgan (Ray, 4 de novembro de 1921 - 4 de agosto de 2004) foi uma cientista de foguetes norte-americana, inventora do combustível líquido Hydyne, em 1957, que impulsionou o Jupiter-C, foguete que levou para a órbita terrestre o primeiro satélite dos Estados Unidos, o Explorer 1.

## Biografia
A segunda filha de seis crianças, seus pais eram Michael e Dorothy Sherman. A família vivia em uma fazenda em Ray, na Dakota do Norte. Sua família era muito pobre e dava pouco valor à educação, por isso Mary precisava fugir de casa para estudar. Em 1939, graduou-se no ensino médio na Ray High School, prosseguindo para a Minot State University, onde se graduou em Química.

## Carreira
Enquanto Mary prosseguia com seus estudos, estourou a Segunda Guerra Mundial. Com a ida de um grande contingente de homens para a Europa, os Estados Unidos logo tiveram escassez de químicos, entre vários outros cientistas. Um recrutador local ouviu a respeito de Mary e de seu conhecimento, e ofereceu-lhe um emprego em uma fábrica em Sandusky, Ohio. Ele não disse qual produto fabricava, nem qual seria seu trabalho, apenas que ela precisaria de uma permissão especial de segurança. Sem dinheiro, Mary decidiu pegar o emprego, ainda que isso adiasse sua colação de grau.
O trabalho era na Plum Brook Ordnance, uma fábrica de munições, responsável pela manufatura de explosivos de trinitrotolueno (TNT), dinitrotolueno (DNT) e pentolita. A fábrica produzia mais de 453 mil toneladas para os esforços de guerra.
Em 1943, Mary era solteira e ficou grávida, um dilema em uma época em que era considerado uma vergonha ser mãe solteira, onde os abortos eram em geral clandestinos e as gestações eram escondidas da família. Na época, ela morava com um primo em Huron, Ohio. Em 1944, ela deu à luz uma menina, Mary G. Sherman. O bebê foi dado para adoção para seu primo Irving e sua esposa Mary Hibbard, sendo renomeada Ruth Esther.
Depois de passar os anos durante a Segunda Guerra desenvolvendo explosivos para os militares, ela se candidatou a um emprego na North American Aviation e foi empregada na divisão Rocketdyne, em Canoga Park, Califórnia. Logo após a contratação, foi promovida a Especialista de Performance Teórica, um trabalho que queria cálculos matemáticos que previam a performance de propelentes de foguetes. Mary era a única mulher entre 900 engenheiros e uma das poucas com formação universitária.
Enquanto trabalhava na North American Aviation, Mary conheceu seu futuro marido, George Richard Morgan, engenheiro mecânico graduado pela Caltech e juntos eles tiveram quatro filhos: George, Stephen, Monica e Karen.

## A corrida espacial

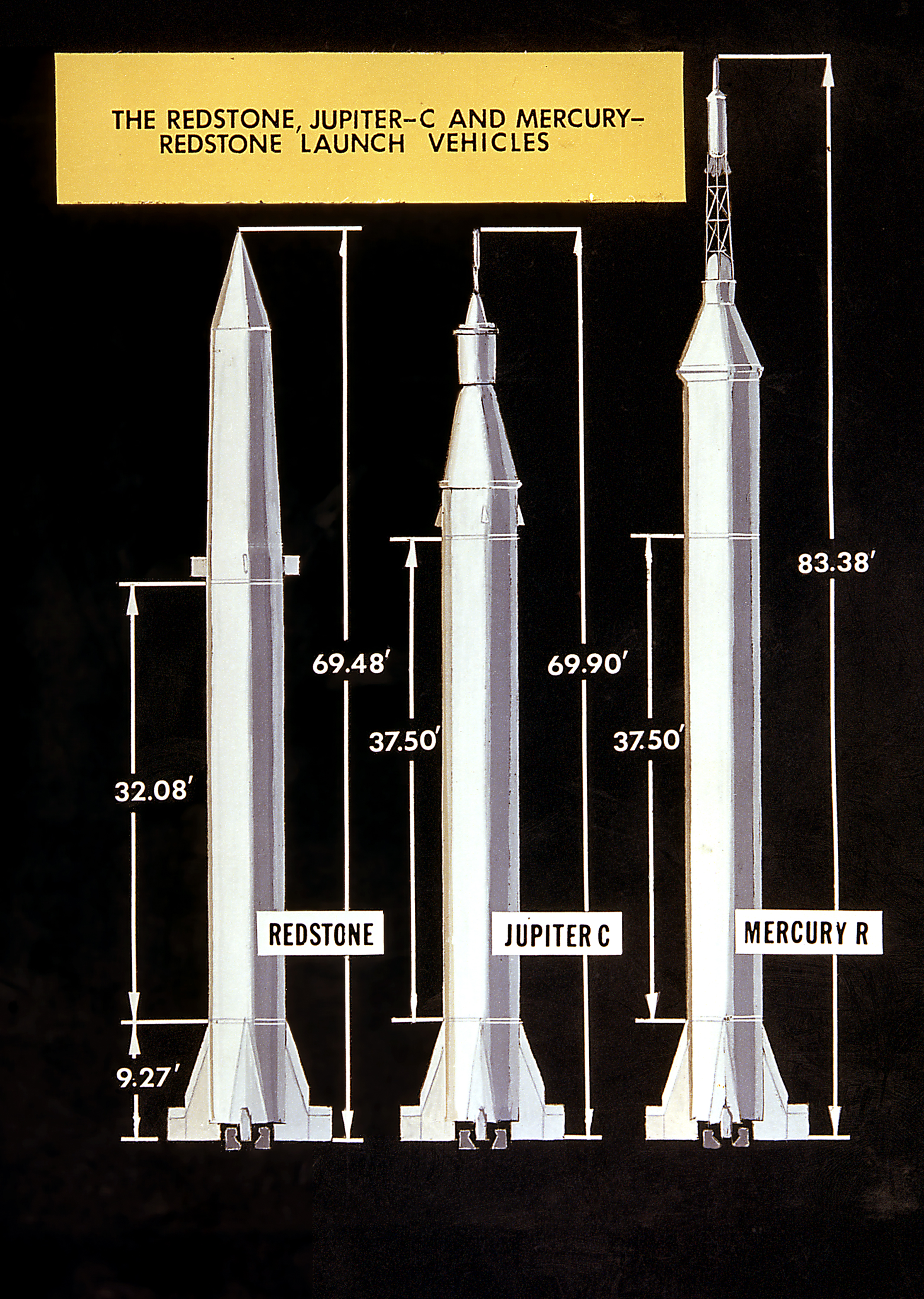
Comparação entre os foguetes Redstone, Jupiter-C e Mercury

Durante o desenvolvimento do programa para o veículo de reentrada do míssil Jupiter, também em desenvolvimento, o time de Wernher von Braun usou mísseis Redstone modificados, renomeados para Jupiter-C, para acelerar o nariz (criado para reduzir a carga sobre a aerodinâmica) de teste à uma velocidade adequada. A fim de melhorar o desempenho da primeira fase, eles assinaram um contrato com a Divisão Rocketdyne da North American Aviation para obter um combustível mais potente.
Mary trabalhou no projeto e foi nomeada chefe, devido ao seu conhecimento e experiência com novos propelentes para foguetes. Seu trabalho resultou na Hydyne e o primeiro voo de testes com um foguete Redstone aconteceu em 29 de novembro de 1956 and Hydyne subsequently powered three Jupiter C nose cone test flights.
Em 1957, União Soviética e Estados Unidos tinham o objetivo mútuo de colocar satélites em órbita da Terra como parte de uma celebração científica mundial, conhecida como Ano Internacional da Geofísica Para este esforço internacional, o projeto dos Estados Unidos chamava-se Projeto Vanguard. A União Soviética conseguiu, com sucesso, pôr em órbita o Sputnik em 4 de outubro de 1957, evento que foi logo sucedido pelo pública e desastrosa explosão do foguete do Projeto Vanguarda. A pressão política forçou os Estados Unidos a permitir que o cientista alemão, Wernher von Braun, preparasse o Jupiter-C para um voo orbital. No lançamento, renomeado para Juno I, o novo propelente conseguiu, com sucesso, colocar em órbita o primeiro satélite norte-americano, o Explorer I, em 31 de janeiro de 1958.
Depois dos programas do Jupiter-C e Juno I, com seis tentativas de lançamentos deste último, os Estados Unidos trocaram os combustíveis por outros mais potentes.

## O nome Hydyne
Hydyne-LOX (oxigênio líquido) era a a combinação de propelentes usada no foguete Redstone. O Exército optou por usar a versão curta Hydyne. Um Redstone padrão era abastecido com uma solução de 75% de etanol, mas o primeiro estágio do Jupiter-C requeria Hydyna e uma mistura de 60% de Dimetil-hidrazina assimétrica (UDMH) e 40% de diethylenetriamina (DETA). Era mais potente que o etanol, porém muito mais tóxico. Ele foi utilizado pela Rocketdyne e no lançamento do Explorer I e depois descontinuado em troca de combustíveis de alta performance.

## Morte
Fumante por várias décadas, Mary morreu devido a um enfisema em 4 de agosto de 2004.

## Legado
Um dos filhos de Mary, George, ficou surpreso ao descobrir a importância do trabalho da mãe para a indústria de foguetes e para a segurança nacional. Apenas investigou a fundo a história de Mary depois que o Los Angeles Times se recusou a publicar seu obituário, alegando que não havia confirmação dos fatos apresentados. Assim, George partiu em busca de registros dos feitos da mãe, que se recusava a levar crédito em seu trabalho, impedindo que escrevessem qualquer coisa a seu respeito. Sua mãe falava muito pouco de si própria, tanto que a família só soube do enfisema poucos antes de sua morte e George soube de sua meio-irmã apenas em 2007.
George assim disse à BBC:
| “ | Ela não se preocupava em virar celebridade ou ser famosa. Na verdade, ela era o oposto de Werner von Braun. Ela fez um ótimo trabalho em apagar a si própria da existência por não permitir que ninguém escrevesse sobre ela, nem permitia que alguém fizesse qualquer coisa para deixá-la famosa. Ela era foi tão boa nisso que mesmo depois de sua morte ninguém conseguia verificar seus feitos e espero que agora ela seja lembrada como uma pioneira, de que mulheres podem trabalhar em áreas de alta tecnologia, ter família, que pode fazer ambos e ter sucesso em ambos. | ” |

Sua pesquisa se tornou uma peça de teatro, encenada na Caltech em 2008 e publicada em forma de livro em 2013, chamado Rocket Girl: The Story of Mary Sherman Morgan, America’s First Female Rocket Scientist.